# Municipio de Stacyville
El municipio de Stacyville (en inglés: Stacyville Township) es un municipio ubicado en el condado de Mitchell en el estado estadounidense de Iowa. En el año 2010 tenía una población de 756 habitantes y una densidad poblacional de 9,37 personas por km².

## Geografía
El municipio de Stacyville se encuentra ubicado en las coordenadas 43°27′53″N 92°44′1″O / 43.46472, -92.73361. Según la Oficina del Censo de los Estados Unidos, el municipio tiene una superficie total de 80.68 km², de la cual 80,59 km² corresponden a tierra firme y (0,1 %) 0,08 km² es agua.

## Demografía
Según el censo de 2010, había 756 personas residiendo en el municipio de Stacyville. La densidad de población era de 9,37 hab./km². De los 756 habitantes, el municipio de Stacyville estaba compuesto por el 98,28 % blancos, el 0,53 % eran afroamericanos, el 0,13 % eran amerindios, el 0,26 % eran asiáticos, el 0,13 % eran de otras razas y el 0,66 % eran de una mezcla de razas. Del total de la población el 0,79 % eran hispanos o latinos de cualquier raza.